# Viparis
Viparis est gestionnaire de sites de congrès et d'exposition, filiale de la Chambre de commerce et d'industrie de la région Paris - Île-de-France et du groupe Unibail-Rodamco-Westfield, créé en janvier 2008. Viparis gère 95 % de l'espace disponible en région parisienne ou encore 65 % de celui qui est recensé en France. 
Viparis est dirigé par Arnaud Burlin depuis le 1er juin 2023. 

## Activité
Viparis est le leader européen dans la gestion de sites de congrès et salons.  Viparis est l'opérateur de 12 sites événementiels de la région Ile-de-France et accueille chaque année 10 millions de visiteurs.

## Les sites
Viparis est opérateur de 12 sites en région parisienne : l'Espace Champerret, la Cité de l'Histoire, l'Hôtel Salomon de Rothschild, les Salles du Carrousel, le Palais des Congrès d’Issy, le Palais des congrès de Paris, Paris Expo Porte de Versailles, Paris Le Bourget et Paris Nord Villepinte, le Paris Convention Centre, le CNIT Forest, La Serre.

### Les sites majeurs

#### Paris Expo Porte de Versailles
Paris Expo Porte de Versailles a une superficie de 212 545 m2, répartis en sept halls d'expositions et reçoit notamment le Mondial Paris Motor Show et la Foire de Paris. Il connait depuis 2015 un vaste projet de modernisation qui s’étend sur 10 ans,.
En novembre 2017, la CCI Paris Ile-de-France, Viparis et Unibail-Rodamco inaugurent Paris Convention Centre, présenté comme le plus grand centre de congrès d'Europe, construit sur le pavillon 7 de Paris Expo Porte de Versailles.  Ce pavillon est reconfiguré par le cabinet Valode & Pistre. Paris Convention Centre dispose d'une salle plénière pouvant accueillir 5 200 participants assis, qui est reliée à 44 000 mètres carrés d'espaces d'exposition,.

#### Paris Nord Villepinte
Paris Nord Villepinte représente plus de 250 000 m2 répartis sur 8 halls et plus 360 000 m2 de surfaces extérieures. Le parc reçoit notamment le Salon international de l'alimentation, la Japan Expo et le salon Maison & Objet. C’est le premier parc français en superficie.

#### Paris Le Bourget
Paris Le Bourget représente une superficie globale de 80 000 m2 d’espace couvert et de plus 250 000 m2 de surfaces extérieures. Le parc des expositions du Bourget accueille notamment le Salon international de l'aéronautique et de l'espace de Paris-Le Bourget (SIAE) tous les deux ans. Par ailleurs, le parc des expositions de Paris-Le Bourget a hébergé la Conférence de Paris de 2015 sur les changements climatiques ainsi que le sommet international de l'Organisation des Nations unies sur le changement climatique qui se sont tenus du 30 novembre au 12 décembre 2015.

#### Palais des Congrès de Paris
Avec ses 32 000 m2, le Palais des Congrès de Paris, situé place de la Porte-Maillot, comporte depuis 1999 quatre amphithéâtres répartis sur quatre étages. Le grand amphithéâtre possède 3 723 places.

## Les événements
En 2023, les sites de Viparis ont accueilli plus de 6 millions de visiteurs, 303 événements d'entreprise, 180 salons, 90 congrès et 42 spectacles.

### Les événements majeurs
Viparis accueille des événements tels que le Mondial Paris Motor Show, La Foire de Paris, le Salon international de l'agriculture, Viva Technology, le Salon du cheval de Paris, Japan Expo, le Salon des Beaux Arts et des salons professionnels comme Who's Next, le Salon Maison et Objet ou le Salon international de l'aéronautique et de l'espace.
Viparis est également engagé et mobilisé pour l’accueil des Jeux olympiques et paralympiques à Paris 2024. Les épreuves préliminaires d’handball, les épreuves d'haltérophilie, de volleyball, de tennis de table, de boccia, de goalball, et de para-tennis de table auront lieu à Paris Expo Porte de Versailles. Les phases préliminaires de boxe, l'épreuve d'escrime du pentathlon moderne et volleyball assis auront lieu à Paris Nord Villepinte. Et Paris-Le Bourget deviendra l'International Broadcast Centre, tandis que le Palais des Congrès de Paris deviendra le Centre de Presse Principale Olympique.